# Медреса Гази Иса-бег у Новом Пазару
Медреса „Гази Иса-бег” је медреса у Новом Пазару, Србија.

## Историјат
Медреса је основана у 15. веку под називом Синан-бегова медреса. Касније медреси је промењено име у Гази Иса-бег у част оснивача Новог Пазара и многих других насеља и задужбинара великог броја задужбина у Скопљу и другим местима која је основао. Потпуно је престала са радом у септембру 1946. године, а поново почела са радом 17. септембра 1990. године као једина средња исламска школа у Србији. У оквиру медресе „Гази Иса-бег“ је установљено и женско одељење 1996. године.